# Laurianne Delabarre
Laurianne Delabarre est une joueuse française de volley-ball née le 24 avril 1987 à Guingamp (Côtes-d'Armor). Elle mesure 1,77 m et joue passeuse.

## Clubs
| Club                    | De        | À         |
| ----------------------- | --------- | --------- |
| Évreux VB               | 2004-2005 | 2005-2006 |
| Stade Français-St-Cloud | 2006-2007 | 2007-2008 |
| Melun-La Rochette       | 2008-2009 | 2008-2009 |
| Hainaut Volley          | 2009-2010 | 2009-2010 |
| RC Cannes               | 2010-2011 | 2011-2012 |
| Béziers Volley          | 2012-2013 | 2012-2013 |
| VC Kanti Schaffhouse    | 2013-2014 | 2013-2014 |
| Vannes Volley-Ball      | 2014-2015 | ...       |

## Palmarès
- Championnat de France (2)
  - Vainqueur : 2011, 2012
  - Finaliste : 2013
- Coupe de France (2)
  - Vainqueur : 2011, 2012
- Élue meilleure passeuse des Interpôles - 2003
- Triple championne de France universitaire (université Paris VII) - 2007-2008-2009
- 5e - qualification européenne avec La Rochette - 2009

## Équipe Nationale
- Équipe de France Jeune - 2001/2004
- Équipe de France A'